# Hasdrubal de Schone
Hasdrubal, bijgenaamd de Schone (Livius, Ab Urbe Condita XXI 2.), was een Carthaags veldheer en staatsman uit de 3e eeuw v.Chr.. 
Hij was de schoonzoon van Hamilcar Barkas met wie hij in 237 v.Chr. naar Spanje trok. Teruggeroepen naar Noord-Africa, onderdrukte hij een opstand van Numidiërs. Na de dood van Hamilcar (in 229) volgde hij hem in Spanje op, waar hij, méér door zijn diplomatieke gaven dan door wapengekletter, de Carthaagse heerschappij wist uit te breiden. Na een huwelijk met een lokale prinses stichtte hij ± 228 de stad Carthago Nova (nu Cartagena). In deze stad staat dan ook een standbeeld ter ere van Hasdrubal. Van hieruit trok hij op tot aan de Ebro. Na een interventie van de Romeinen tekende hij met hen een verdrag (in 226), waarin de Ebro erkend werd als de grens tussen de Romeinse invloedssfeer en die van Carthago op Spaanse bodem.
Als leider van een democratische beweging in Carthago bestreed hij de daar regerende aristocratie, en zelfs zou hij daarbij de bestaande staatsinrichting omver hebben willen werpen. Hij werd dan ook in 221 v.Chr. door een huurmoordenaar gedood.

## Antieke bronnen
- Appianus van Alexandrië, Historia Romana VI 4 - 8.
- Diodorus Sicullus, Exc. Hoesh.XXV 2 - 3.
- Johannes Zonaras, Annales VIII 19.
- Livius, Ab Urbe Condita XXI 2, 18, 19.
- Polybius, Historiae II 1, 13, 36; III 8, 27, 29; X 10.9.